# Glaresidae
Glaresidae – rodzina chrząszczy z podrzędu wielożernych i nadrodziny żuków. Obejmuje 89 opisanych gatunków. Występują we wszystkich krainach zoogeograficznych oprócz australijskiej. Zamieszkują siedliska piaszczyste. Larwy pozostają nieznane nauce.

## Morfologia

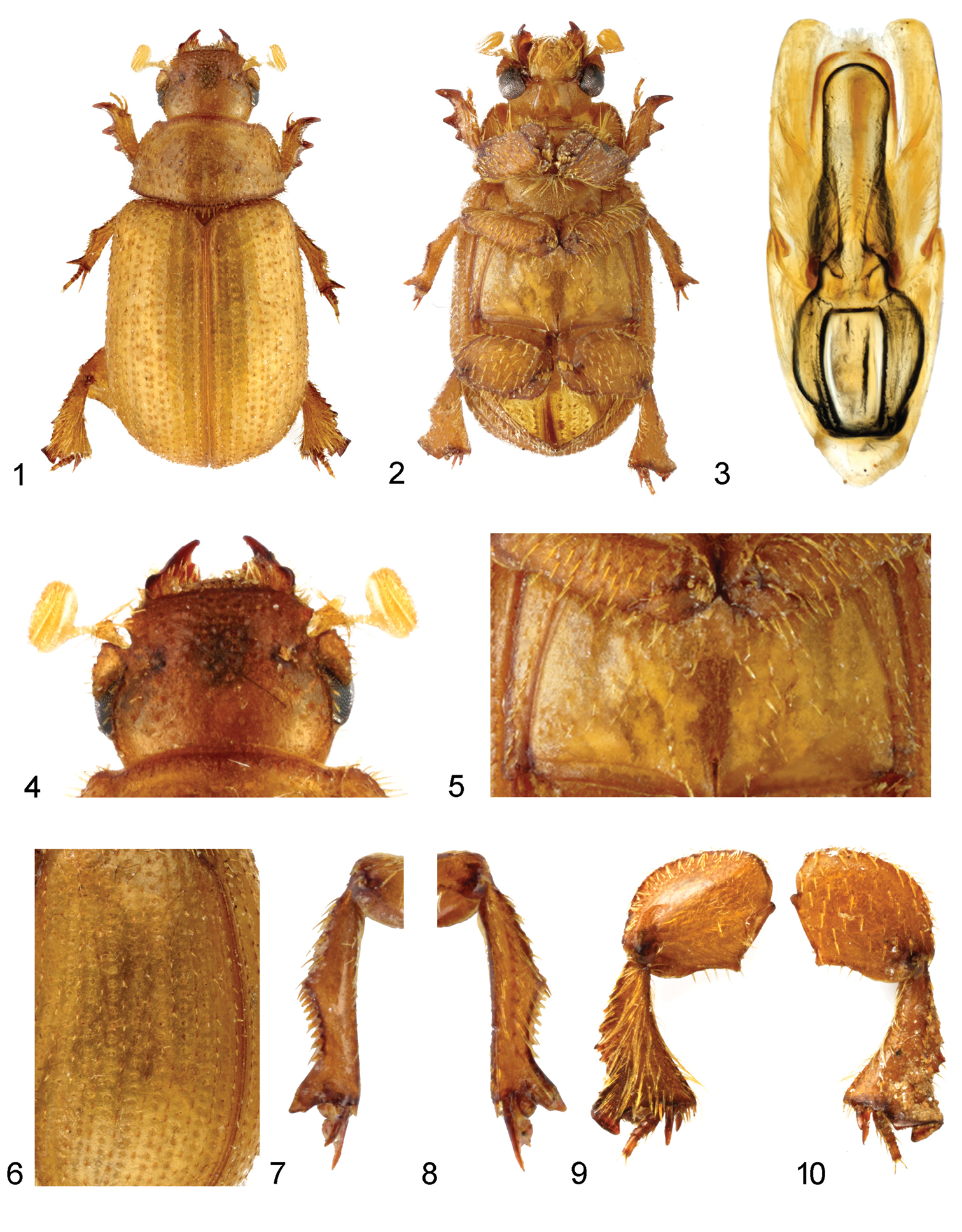
Budowa ciała na przykładzie Glaresis hespericula. 1: widok grzbietowy, 2: widok brzuszny, 3 edeagus w widoku grzbietowym, 4: głowa w widoku grzbietowym, 5 śródpiersie i zapiersie, 6: lewa pokrywa, 7: grzbietowy widok lewego środkowego odnóża, 8: brzuszny widok lewego środkowego odnóża, 9: grzbietowy widok prawego tylnego odnóża, 10: brzuszny widok prawego tylnego odnóża

Chrząszcze te osiągają od 2,5 do 6 mm długości wypukłego i owalnego w zarysie ciała. Ubarwienie mają żółtawobrunatne, czerwonawobrunatne do ciemnobrązowego. Nie przejawiają w budowie zewnętrznej dymorfizmu płciowego. Ich oskórek porastają krótkie szczecinki.
Mała głowa jest odgięta ku dołowi. Czułki zbudowane są z dziesięciu członów, z których trzy ostatnie tworzą buławkę. Oczy złożone są częściowo lub całkowicie podzielone występem policzka zwanym canthus. Nadustek jest krótki i nie nakrywa od góry narządów gębowych. Głaszczki są czteroczłonowe.
Przedplecze ma brzegi boczne i nasadowy porośnięte grubymi, gęsto rozmieszczonymi szczecinkami. Między nasadami pokryw widoczna jest tarczka. Powierzchnia każdej z pokryw ma 10 rzędów i tyleż międzyrzędów. Podgięcia pokryw są szerokie. Autapomorfią użyłkowania tylnego skrzydła jest redukcja gałęzi RP1 i RP3+4 tylnej żyłki radialnej. Odnóża mają zaopatrzone w ząbki golenie oraz krótkie, pięcioczłonowe stopy o słabo rozwiniętych pazurkach. Tylna para odnóży ma uda i golenie silnie rozszerzone.
Odwłok ma wszystkie przetchlinki dobrze wykształcone i umieszczone po bokach segmentów na błonach pleuralnych. Na spodzie odwłoka widocznych jest tylko pięć sternitów (wentrytów). Narządy genitalne samca składają się z prosto zbudowanego, trójpłatowego edeagusa. Samice mają narządy rozrodcze z czterema owariolami w każdym jajniku.

## Ekologia i występowanie
Owady o bardzo słabo poznanej biologii i ekologii. Spotykane są na stanowiskach piaszczystych (w tym na brzegach rzek) i półpustynnych, w tym w napływkach i pod kamieniami. Zaniepokojone owady dorosłe stosują strydulację. Niekiedy przylatują do sztucznych źródeł światła. Lawy pozostają nieznane nauce; nie znaleziono ich w środowisku i nie udało ich się uzyskać drogą hodowli owadów dorosłych.
Rodzina rozmieszczona jest niemal kosmopolitycznie, ale brak jej w Australii, Nowej Zelandii i Japonii. Z Polski wykazana została na podstawie pojedynczego okazu Glaresis rufa, odłowionego we wrześniu 1931 roku w okolicy Krakowa. Gatunek ten uznano za przypuszczalnie wymarły w Polsce, umieszczając go z taką kategorią na Czerwonej liście zwierząt ginących i zagrożonych w Polsce.

## Taksonomia i ewolucja
Takson ten wprowadzony został w 1905 roku przez Hermanna Juliusa Kolbe. Dawniej włączany był do rodziny modzelatkowatych. Współcześnie uznaje się go za osobną rodzinę, przypuszczalnie bazalną w obrębie nadrodziny żuków. Do rodziny tej zalicza się 89 opisanych gatunków (w tym 82 gatunki współczesne) zgrupowanych w 4 rodzajach:
- †Aphodiites Heer, 1865
- †Cretoglaresis Nikolajev, 2007
- Glaresis Erichson, 1848
- †Lithoglaresis Nikolajev, 2007

Najstarszą znaną skamieniałością jest ta należąca do Aphodiites protogaeus, pochodząca z jury wczesnej, jednak jego przynależność do Glaresidae budzi wątpliwości. Pozostałe rodzaje Glaresidae znane są w zapisie kopalnym od aptu w kredzie.